# Przeglądarka grafik
Przeglądarka grafik (ang. graphics viewer lub image viewer) – program należący do kategorii przeglądarek plików pozwalający wyświetlić w prosty sposób zawartość plików graficznych utworzonych w innej aplikacji, w jednym z wielu formatów graficznych, wykonać prostą edycje pliku, wydrukować go czy wyświetlić podstawowe informacje o nim.
Popularne przeglądarki grafik zawierają podstawowe narzędzia edycyjne (np. obracanie, odwracanie) i organizacyjne (np. tworzenie pokazów slajdów, czy budowanie katalogu miniatur). Niektóre przeglądarki grafiki nie zawierają żadnych narzędzi edycyjnych i wyświetlają zawartość pliku w tzw. trybie „tylko do odczytu”. 
Dostępne na rynku przeglądarki grafiki, darmowe lub płatne, różnią się liczbą obsługiwanych formatów, np. popularne darmowe programy dla środowiska Windows: IrfanView, XnView, wtyczka Imagine do Total Commandera czy komercyjny ACDSee potrafią wyświetlać pliki zapisane w kilkudziesięciu formatach graficznych.
Microsoft Photos to przeglądarka grafik (obrazów), organizator, edytor grafiki rastrowej, aplikacja do udostępniania zdjęć i edytor klipów wideo opracowany przez firmę Microsoft. Aplikacja po raz pierwszy została dołączona do systemu Windows 8 jako funkcjonalny zamiennik Windows Photo Viewer.